# TTV
TTV – polski ogólnotematyczny kanał telewizyjny (dawniej o charakterze społeczno-interwencyjnym), należący do TVN Warner Bros. Discovery, uruchomiony 2 stycznia 2012 przez spółkę Stavka.

## Historia
We wrześniu 2011 Stavka Sp. z o.o. i Grupa TVN zawarły porozumienie o ścisłej współpracy na polu technologicznym, reklamowym i programowym. Wówczas Grupa TVN kupiła 25% udziałów w spółce Stavka. Pierwotnie kanał miał nadawać pod nazwą U-TV, lecz nadawca przed uruchomieniem wystąpił o zmianę zapisu w otrzymanej koncesji. 21 grudnia 2011 Grupa TVN nabyła kolejne 25,55 proc. udziałów, mając łącznie 50,55%. 27 października 2014 Grupa TVN posiadła całość akcji spółki Stavka, nadawcy kanału TTV.
Szefową stacji od początku powstania do 2022 była Lidia Kazen. W 2022 jej stanowisko objęła dotychczasowa zastępczyni, Joanna Sołdra. 1 listopada 2024 Kazen ponownie objęła funkcję dyrektor programowej.
Lektorem programowym stacji jest Piotr Bajtlik; wcześniej, do jesieni 2020, głosem był Artur Sokołowski, a w pierwszym roku istnienia kanału – Tomasz Piekarski.

## Dostępność
W 2012 r. stacja weszła w skład pierwszego multipleksu naziemnej telewizji cyfrowej. Ponadto w kolejnych latach włączano ją do oferty takich operatorów, jak m.in.: Platforma Canal+, Polsat Box, Orange TV, Vectra, UPC, Netia, Avios, Asta-Net.
1 lutego 2012 stacja została zakodowana w przekazie satelitarnym. Tego samego dnia kanał dołączył do Cyfrowego Polsatu. 19 grudnia 2014 rozpoczęto emisję TTV HD w Warszawie na multipleksie testowym Naziemnej Telewizji Cyfrowej.

## Programy stacji
Początkowo ramówka stacji zawierała pasma publicystyczne, informacyjne, poradnikowe, dokumentalne i rozrywkowe, z czasem zaczęły w niej dominować pozycje rozrywkowe. Grupą docelową stacji są głównie osoby w wieku 20–49 lat. Zespół redakcyjno-produkcyjny zbudowany został w drodze współpracy firmy producenckiej Stavka i grupy TVN. Serwisy informacyjne bazują na zasobach TVN24. Poniżej znajduje się lista programów emitowanych na antenie TTV premierowo. Lista może nie być kompletna.

### Programy informacyjne
- Express (od 2012)  Osobny artykuł: Express (TTV).
  - Pogoda (od 2012)
  - Prosto ze skoczni
  - Raport alergiczny
  - Raport smogowy
  - Sport
- Tygodnik (2020) – podsumowanie wydarzeń z ostatniego tygodnia[10].

### Magazyny telewizyjne
- 7 grzechów (ok. 2013)[11][12]
- Jak się ubierać w kryzysie? (2012)[13][14]
- Nie do wiary (2012–2013, dawniej w TV Wisła i TVN) Osobny artykuł: Nie do wiary.
- Odezwiemy się (2015) – program dokumentalny o statystach[15][16].
- Studio TTV (ok. 2012–2013)[17][18]
- Testerzy (2016–2017) – program o gadżetach prowadzony przez Dominika Strzelca i Paulinę Marciniak[19][20][21].

### Magazyny kulinarne
- 10 zadań specjalnych Michela Morana (2016–2021) – program kulinarny prowadzony przez Michela Morana (goszczącego regularnie osoby znane z innych programów TTV[22]).
- 10 wizyt Michela Morana (2022–2023)

### Magazyny reporterów
- Blisko Ludzi (około 2012–2015) – magazyn interwencyjny reporterów TTV[23].
- Uwaga! po Uwadze (2012–2019[24]) – magazyn reporterów będący kontynuacją programu Uwaga! nadawanego przez TVN.

### Magazyny zdrowotne
- Bez recepty (2012–2013) – program o tematyce zdrowotnej i profilaktycznej[13][25].

### Rozrywkowe
- 99 – gra o wszystko (także 99 – gra o wszystko. VIP; od 2022)  Osobny artykuł: 99 – gra o wszystko.
- Anatomia głupoty według Doroty Wellman (2016) – polska wersja programu Science of Stupid[26][27][28].
- Domówka (2014) – program Charlesa Daigneaulta[29][30][31].
- Kossakowski. Być jak… (2016–2017) – na podstawie formatu How to Be[32].
- Kossakowski. Inicjacja (2014[33]–2017[34])
- Kossakowski. Wtajemniczenie (2018[35]).
- Kto to kupi? (2020) – program emitowany od 1 marca do 17 maja[36] 2020 roku w niedziele o 16.00[a], prowadzony przez Jana Pirowskiego i Krzysztofa Ufnala, oparty na formacie Buy It Now (opracowanym przez Studio Lambert i dystrybuowanym przez All3Media International). Właściciele nowo powstałych produktów mieli 90 sekund na przedstawienie swoich pomysłów 100-osobowej publiczności. Zainteresowani pomysłem widzowie mogli włączyć obok siebie zielone światło, które symbolizowało chęć nabycia towaru. Następnie uczestnicy projektu odpowiadali na pytania widowni, ale o cenie produktu informowali na końcu rozmowy. Jeśli w ciągu 15 sekund po podaniu kosztu przedmiotu został przynajmniej jeden chętny do zakupu, uczestnicy przechodzili do drugiego etapu, czyli spotkania z inwestorami. W polskiej wersji programu byli to: Jacek Prowadzisz – Creative Products Poland, Adam Deresiewicz – Toys4Boys.pl, Hanna Zasada – Czerwona Maszyna, Sławomir Harazin – Sferis.pl. Również oni mieli możliwość zadawania dodatkowych pytań. Każdy przedsiębiorca osobno podejmował decyzję o współpracy z twórcą i o ewentualnej liczbie sztuk produktu, którą miał zamiar wprowadzić do swojego sklepu. Średnia widownia 13 odcinków wyniosła ok. 370 tys. widzów[b][36].
- Mój pierwszy… (ok. 2014)[37]
- Nauka jazdy  Osobny artykuł: Nauka jazdy (program telewizyjny).
- Pół żartem, pół serio (4 grudnia 2017, tylko pilot)[38][39]
- Vlogbox. W necie (2019)[40][41] – polska wersja Vlogglebox – spin-offu formatu Gogglebox
- Zakup w ciemno (od 2023)[42]

### Podróżnicze
- Down the Road. Zespół w trasie (2020–2021) – program opowiadający o sześciu osobach z zespołem Downa podróżujących po świecie. Emitowany wiosną 2020 i wiosną 2021 roku[43]. Powstał w oparciu o belgijski[44] format Down the Road.
- Ola w trasie – program Aleksandry Kutz.
- Kossakowski. Nieoczywiste – program Przemysława Kossakowskiego.
- Kossakowski. Szósty zmysł – program Przemysława Kossakowskiego, który realizowano: w 1. sezonie w Polsce, w 2. na Ukrainie, w 3. w Rosji, a w 4. na Bałkanach.
- Martyna i kobiety świata – ośmioodcinkowy cykl programów podróżniczych Martyny Wojciechowskiej.
- Michniewicz. Inny Świat

### Popularnonaukowe
- DeFacto (2014-2019, 2021) – program popularnonaukowy. Pierwsze trzy edycje (2014, 2015) prowadzone były przez Rafała Betlejewskiego, a w czwartej (2016) dołączyła do niego Karolina Gilon. Piąta seria emitowana jesienią 2016 przeszła pewną modyfikację – zrezygnowano z części w studio, a rolę reportera przynajmniej jednego felietonu w odcinku pełniła już tylko Karolina Gilon. Od ósmej serii (wiosna 2018) ponownie nagrywane są zapowiedzi prowadzącego w studio, tym razem z Janem Pirowskim w tej roli. Program przestał być nadawany jesienią 2019 roku, ale powrócił wiosną 2021 roku.
- DeFacto Bosacka. Raport (2020)[45] - w codziennym programie poruszane są kwestie związane z pandemią COVID-19.

### Inne
- Alfabet strachu (2017)[46]
- Amerykański sen braci Collins (2023)
- Betlejewski. Prowokacje (2015–2016) – performer Rafał Betlejewski wraz z dwójką aktorów przygotowuje prowokacje, które mają na celu skłonić ludzi do zareagowania (np. obronić słabszego czy zaoferować pomoc).
- Dobra robota (2022)[47]
- Droga do oświecenia (2024)
- Druga twarz (2017–2019[48]) – program prowadzony przez Karolinę Gilon i Marcina Tyszkę. Celem programu jest „sprowadzenie do normalności” kontrowersyjnego wyglądu uczestnika projektu.
- Dzień, w którym pojawiła się forsa (2017[49]) – uczestnicy programu otrzymują sporą sumę pieniędzy. Wraz z Dorotą Wellman widzowie przyglądają się, jak rodzina dysponuje ogromną kwotą. Emisja początkowo planowana na jesień 2016[50], jednak ostatecznie premiera została przesunięta na 19 lutego 2017. Program powstał w oparciu o format The Day the Cash Came[51].
- Fobie (2020)
- Komornicy (2015) – program przedstawiający pracę komorników oraz zachowania ich samych, a także dłużników.
- Kossakowski kontra Betlejewski. Starcie (2015)[52]
- Między nami (ok. 2018)[53]
- Nic do ukrycia (2021) – program o formule podobnej do Nic do zgłoszenia Discovery Channel[54].
- Ostatnia szansa (2018–2019[55]) – stylistka Malwina Wędzikowska zmienia wygląd mężczyzn, którzy mają niewłaściwy styl.
- O tym się nie mówi (2019)[56]
- Patent na kasę / Patent na… (2019)[57][58]
- Przepustka (2014–2015) – program, w którym Monika Góralewska przeprowadza rozmowę z osobami zamkniętymi w więzieniu i towarzyszy im podczas przepustki. Powstały dwie serie liczące po 9 odcinków.
- Psie adopcje i nie tylko (ok. 2012)
- Remont raz/dwa w 24 h (2015)[59]
- Rinke. Na krawędzi (2018, druga seria w 2022 w Puls 2[60])
- Rinke. Za zamkniętymi drzwiami (2019) – na podstawie formatu 5 Days Inside[61].
- Służby ratownicze (ok. 2021[62], wcześniej w TVN Turbo)
- Tabu Polska – program powstały we współpracy z National Geographic Polska. Widzowie poznają Polaków nieakceptowanych społecznie ze względu na stereotypy dotyczące ich wyglądu, poglądów czy zachowań.
- To tylko kilka dni[63] (2021) – na podstawie formatu Take Over, Take Care[64].
- Wezwij Dominika (2018)[65]
- Wyburzacze (ok. 2021[66], wcześniej w TVN Turbo)
- Życie na kredycie (od 2022)[67]
- Żony Podlasia[68] (od 2024)

### Reality show
- Back to School. Prawdziwy egzamin[69] (od 2024)
- Boys Boys Boys[70] (2025)
- Damy i wieśniaczki. Polska (od 2016[71]) – polska wersja ukraińskiego programu, w którym bogata dziewczyna na kilka dni zamienia się miejscami z dziewczyną ze wsi.
  - Damy i wieśniaczki. Za granicą
  - Dżentelmeni i wieśniacy (2018[72]) – męska wersja „Dam i wieśniaczek”.
- Gogglebox. Przed telewizorem (od 2014)[73]  Osobny artykuł: Gogglebox. Przed telewizorem.
- Handlarze. Na zlecenie[74] (2014–2015) – polska wersja reality show polegających na zakupie i sprzedaży z zyskiem różnych przedmiotów. Powstały trzy edycje, a przy czym pierwsze dwie nosiły nazwę „Handlarze”. Prowadzony przez Huberta Urbańskiego[75][76].
- It’s my life. To moje życie (2020–2021)
- Kanapowcy / Kanapowczynie (od 2020[77]) – polska wersja formatu Real Men[77], poświęconego procesowi odchudzania pięciu osób[78].
- Kocha, lubi, pasuje (2023)[79] – na podstawie formatu Game of Clones[80]
- Like a Bo$$[81] (2021)
- Mamma mia (2023)[82]
- Najgorsze polskie tatuaże (2021)[83] – na podstawie amerykańskiego programu America’s Worst Tattoos[84].
- Najgorszy polski kierowca (2015) – program oparty na formacie Worst Driver[85] (na bazie którego w latach 2007–2008 powstały trzy serie dla TV Puls). Jego prowadzącą była Aleksandra Kutz[85]. W dziewięciu odcinkach, po trzy pary w każdym, wybierano najgorszego polskiego kierowcę. Po serii zadań jazdy samochodem, na torze i po mieście, dwie pary wyjeżdżały z używanym samochodem, jako wygraną, a auto trzeciej pary było doszczętnie niszczone, jako przestroga, aby poduczyć się jeździć. W 10. odcinku pokazywano najlepsze sceny sezonu, w 11. odcinku brały udział osoby znane z innych programów TTV, a w 12. przypominano wyczyny najgorszych polskich kierowców.
- Najlepszy w mieście (2015–2016) – w każdym odcinku trzech uczestników walczy o tytuł Najlepszego w mieście w swojej dziedzinie (np. fryzjer). Po kilku konkurencjach, po ocenie rywali i ekspertów, zostaje wytypowany zwycięzca. Program powstał w oparciu o format Best in Town (na licencji BBC Worldwide[86]).
- Nasi w mundurach (od 2022)[87] – na podstawie formatu Celebrity Task Force[88].
- Orzeł czy reszka[89] (2018[90]–2019[91], od 2025[92]) – polska wersja ukraińskiego formatu Орел і решка[90].
- Ostre cięcie (2012–2020) – fryzjerski reality show, w którym duet fryzjerów, Andrzej Wierzbicki i Tomasz Schmidt, próbują pomóc podupadającym zakładom fryzjerskim (na zasadzie Kuchennych rewolucji).
- Pierwszy raz za granicą (2016–2017) – program typu docu-reality prowadzony przez Jana Pirowskiego[93].
- Piękne i odważne (2018)[94]
- Polski świat (2021)[95]
- Prince Charming (2021; emisja podstawowa: Player, 2021)
- Projekt Cupid (2022)[96][97] – na podstawie belgijskiego formatu Project Cupid[44].
- Rodzinny galimatias (2018–2019[98])[99]
- Rzeczy, których nie nauczył mnie ojciec[100] / Rzeczy, których nie nauczyła mnie matka (2021–2023) – na podstawie duńskiego formatu The Things My Dad Failed to Teach Me[101]
- Super Rolnicy[c] (2023) – polska wersja brytyjskiego programu The Fast and the Farmer-ish[102]
- Usłyszcie nas! (2020)[103]
- Walk the Line. Prosto do celu (2021) – program powstały w oparciu o brytyjski format Walk the Line na licencji All3Media[104]
- Wyjadacze (2021)
- Zamiana żon (2018–2020) – polska wersja formatu Wife Swap; w roku 2007 jego pierwszą polską odsłonę pokazała TV4[105].

### Seriale
- Detektywi. Na zlecenie
- Diabelnie boskie (2023)[106]
- Dom weselny (2020)
- Dzieciaki (2013)
- Fachowcy (2017)
- Idealna niania… bez sekretów (2014)  Osobny artykuł: Idealna niania.
- Kartoteka
- Królowe życia (2016–2022)[106]
- Made in Maroko (2018)[107]
- Made in Poland (2019)
- O mały włos (2018)[108][109]
- Osadzone. Blok F (2023)[110]
- Sędzia Anna Maria Wesołowska (2019–2021, dawniej w TVN)  Osobny artykuł: Sędzia Anna Maria Wesołowska.
- SOS. Ekipy w akcji (2018) – serial paradokumentalny przedstawiający pracę policji, pogotowia ratunkowego oraz straży pożarnej[111].
- W ostatniej chwili (2012[112]–2013[113])
- Witaj w klubie[114] (2025)
- Piłkarki. Dziewczyny z boiska[115] (2024)

### Talk-show
- Bagaż osobisty (2014–2015[116]) – program prowadzony przez Andrzeja Sołtysika.
- Na poddaszu[117] (ok. 2012; początkowo „Godzina na poddaszu”[118])
- Raz lepiej, raz gorzej (ok. 2012)[119][120][121]

### Ukryta kamera
- Rozmowy kontrolowane (2016)[122][123]
- Usterka (2013–2023, dawniej w TVN)  Osobny artykuł: Usterka.

### Teleturnieje
- Idź na całość (od 2025[124][125], dawniej w Polsacie)  Osobny artykuł: Idź na całość.